# Ompok
Ompok – rodzaj ryb sumokształtnych z rodziny sumowatych (Siluridae).

## Zasięg występowania
Azja Południowa i Południowo-Wschodnia.

## Klasyfikacja
Gatunki zaliczane do tego rodzaju:
- Ompok argestes
- Ompok bimaculatus – ompok dwuplamy[3]
- Ompok binotatus
- Ompok borneensis
- Ompok brevirictus
- Ompok canio
- Ompok ceylonensis
- Ompok eugeneiatus
- Ompok fumidus
- Ompok hypophthalmus
- Ompok karunkodu
- Ompok leiacanthus
- Ompok malabaricus
- Ompok miostoma
- Ompok pabda
- Ompok pabo
- Ompok pinnatus
- Ompok platyrhynchus
- Ompok pluriradiatus
- Ompok rhadinurus
- Ompok sabanus
- Ompok siluroides
- Ompok supernus
- Ompok urbaini
- Ompok weberi

Gatunkiem typowym jest Ompok siluroides.

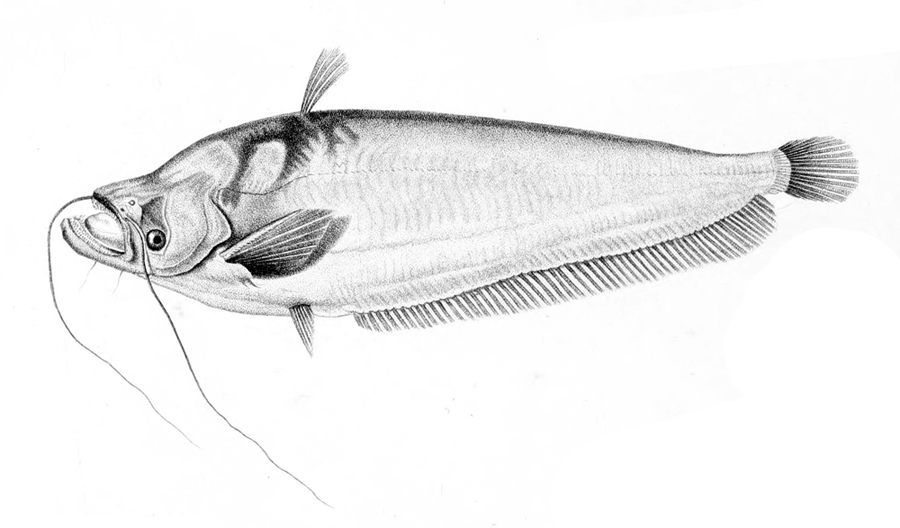
Ompok pabda